# 江里口秀次
江里口 秀次（えりぐち しゅうじ、1952年（昭和27年）10月30日 - ）は、日本の政治家。元佐賀県小城市長（5期）、元小城町長（2期）。

## 来歴
佐賀県小城町（現小城市）出身。小城町立（現:小城市立）小城中学校、佐賀県立小城高等学校、西南学院大学商学部卒業。小城町長を2期務める。
2005年（平成17年）3月1日に小城郡4町（小城町・三日月町・牛津町・芦刈町）が合併して小城市が誕生。これに伴って同年4月10日に行われた小城市長選挙に出馬。佐賀県知事特別補佐の北島悦子、旧三日月町長の林富佳ら2候補を破り初当選した（江里口：12,723票、北島：6,741票、林：5,915票）。
2009年（平成21年）、無投票で再選。2013年（平成25年）、3選。2017年（平成29年）、4選。2021年(令和3年)、5選。
2023年(令和5年)10月、脊柱管狭窄症のため、佐賀県内の病院に入院、手術を受けた。
2024年(令和6年)12月の市議会で、翌年3月の市長選に出馬しない意向を表明した。